# مرزوق الخرافي

## من مناصبه
- رئيس مجلس إدارة العضو المنتدب للشركة الكويتية للأغذية (أمريكانا)
- مدير عام شركة صناعات الألمنيوم.
- نائب رئيس جمعية منتجي وتجار الألمنيوم.
- عضو مجلس إدارة الشركة الوطنية للمعدات الميكانيكية والكهربائية.
- عضو مجلس إدارة بيت الاستثمار العالمي (غلوبل)
- رئيس شركة كوشتام الدولية للأغذية (إيران)
- عضو مجلس إدارة الشركة الكويتية السورية القابضة.

وزميل مجموعه الكفافي لصاحبه عمرو كفافي بمصر

## مصدر
جريدة القبس 15 مايو 2006.